# Fêtes et jours fériés au Bénin

## Fériés chômés et payés
Les fériés chômés et payés sont fixés par la loi no 90-019, la loi no 97-03, et la loi no 2024-32
| Fêtes                                                    | Jours / Dates                                                                          |
| -------------------------------------------------------- | -------------------------------------------------------------------------------------- |
| Fête du Nouvel An                                        | 1er janvier                                                                            |
| Veille de la Fête annuelle des religions traditionnelles | veille du deuxième vendredi du mois de janvier                                         |
| Fête annuelle des religions traditionnelles              | deuxième vendredi du mois de janvier                                                   |
| Lundi de Pâques                                          | 1 jour après la Pâques (selon l'année du calendrier liturgique de l'Église catholique) |
| Fête du travail                                          | 1er mai                                                                                |
| Jour de l’Ascension                                      | 40 jours après la Pâques                                                               |
| Lundi de Pentecôte                                       | 50 jours après la Pâques                                                               |
| Fête nationale                                           | 1er août                                                                               |
| Jour de l’Assomption                                     | 15 août                                                                                |
| Jour de la Toussaint                                     | 1er novembre                                                                           |
| Jour de Noël                                             | 25 décembre                                                                            |
| Jour de Maouloud                                         | Date variante (12 rabia al awal)                                                       |
| Jour du Ramadan                                          | Date variante (1er chawwal)                                                            |
| Jour de la Tabaski                                       | Date variante (10 dhou al-hijja)                                                       |

## Journées Nationales (non chômées)
Les journées Nationales sont fixées par la loi no 90-019 et ne sont pas chômées.
| Fêtes                                | Jours / Dates |
| ------------------------------------ | ------------- |
| Journée de Souvenir                  | 16 janvier    |
| Journée de la Souveraineté du Peuple | 28 février    |
| Journée de la Femme                  | 8 mars        |

## Liens
Association Professionnelle des Banques et Établissements Financiers du Bénin. Calendrier prévisionnel des jours fériés 2017
Association Professionnelle des Banques et Établissements Financiers du Bénin. Calendrier prévisionnel des jours fériés 2023